# رود خاوا
رود خاوا (انگلیسی: Khava) یک رودخانه در استان ورونژ کشور روسیه است.